# Eduard Voss
Eduard Voss, ook wel: Vosz (Hamburg, 3 juli 1884 - Georgsmarienhütte bij Osnabrück, 2 november 1974) was een Duits entomoloog.
Eduard Voss werd geboren in Hamburg, Duitsland in 1884. Als entomoloog was hij gespecialiseerd in kevers (coleoptera) en voornamelijk de familie van de snuitkevers (Curculionidae). Hij beschreef vele nieuwe soorten en er zijn ook een aantal soorten kevers naar hem vernoemd. Zijn keververzameling van voornamelijk Curculionidae is gedeeltelijk verloren gegaan in de Tweede Wereldoorlog, een ander deel wordt bewaard in het Zoologisches Museum Hamburg.

## Enkele publicaties
- 1940 - Über Rüsselkäfer der Indomalayischen subregion, vorwiegend von Jana (Col., Curc.) Teil 1. in Tijdschrift voor Entomologie
- 1963 - Ergänzende Beschreibungen und Bemerkungen zu Indonesischen Arten auf den Unterfamilien Dryophthorinae und Cossoninae.
- 1956 - Die von Biró auf Neu Guinea aufgefundenen Rüsselkäfer in I. Annales Historico-Naturales Musei Nationalis Hungarici
- 1969 - Monographie der Rhynchitinen-Tribus Rhynchitini. 2. Gattungsgruppe: Rhynchitina (Coleoptera: Curculionidae). V. 2. Teil der Monographie der Rhynchitinae - Pterocolinae. (Fortsetzung von 1938 und 1941 mit Gesamtregister). in Entomologische Arbeiten aus dem Museum G. Frey

- Gemeinsame Normdatei: 1224897277
- Système universitaire de documentation: 194460916
- Virtual International Authority File: 157147095022225080055